# Élections cantonales de 1886 en Guadeloupe
Les élections cantonales ont eu lieu pour le premier tour le 22 aout et pour le second tour le 29 aout dans la colonie de la Guadeloupe.
Ce conseil général colonial possède plus de pouvoir qu'un conseil général de métropole.

## Mode de srutin
Les trente-six conseillers généraux de la colonie de la Guadeloupe sont élus au suffrage universel masculin, dans le cadre de onze cantons. Ils sont renouvelés par moitié tous les trois ans. 
Le mode d'élection choisit est le scrutin majoritaire plurinominal à deux tours :
- au premier il faut obtenir la majorité des voix plus une et au moins un quart du votes des inscrits sur les listes électorales ;
- au second tour (ballottage) le (ou les) candidat(s) avec le plus de voix est élu.

### Augmentation du nombre de conseillers
- À la suite du décret du 7 novembre 1879[1], le conseil général passe de 24 à 36 membres ;
- la circonscription d'élection reste le canton, les trente-six sièges étant répartis proportionnellement à la population des cantons.

| Cantons          | Nombres de conseillers | Nombres de conseillers | Nombres de conseillers |
| Cantons          | Avant 1879             | Depuis                 | Évolution              |
| ---------------- | ---------------------- | ---------------------- | ---------------------- |
| Basse-Terre      | 3                      | 4                      | 1                      |
| Lamentin         | 3                      | 4                      | 1                      |
| Capesterre       | 2                      | 4                      | 2                      |
| Port-Louis       | 3                      | 3                      | en stagnation          |
| Pointe-Noire     | 1                      | 2                      | 1                      |
| Saint-Barthélemy | 0                      | 1                      | 1                      |
|                  |                        |                        |                        |
| Total            | 24                     | 36                     | 12                     |

## Arrondissement de Basse-Terre

### Canton de Basse-Terre
- Quatre conseillers sont à élire.

| Candidats | Candidats        | Étiquette | Premier tour | Premier tour | Ballotage | Ballotage |
| Candidats | Candidats        | Étiquette | Voix         | %            | Voix      | %         |
| --------- | ---------------- | --------- | ------------ | ------------ | --------- | --------- |
|           | Mary Barthol     | Rép mod   | 1 034        | 83,73        | 946       | 66,34     |
|           | Hildebert Bernus | Rép mod   | 929          | 75,22        | 928       | 65,08     |
|           | Léopold Rougé *  | Rép mod   | 892          | 72,23        | 777       | 54,49     |
|           | M. Blandin       | Rép mod   | 785          | 63,56        | 807       | 56,59     |
|           | Alcée Avril *    | Rép mod   | 475          | 38,46        |           |           |
|           |                  |           |              |              |           |           |
| Inscrits  | Inscrits         | Inscrits  | 4 798        | 100,00       | 4 798     | 100,00    |
| Votants   | Votants          | Votants   | 1 235        | 25,74        | 1 426     | 29,72     |
| Exprimés  |                  |           |              |              |           |           |

*sortant

### Canton de Capesterre
- Quatre conseillers sont à élire.

| Candidats | Candidats             | Étiquette | Premier tour | Premier tour | Ballotage | Ballotage |
| Candidats | Candidats             | Étiquette | Voix         | %            | Voix      | %         |
| --------- | --------------------- | --------- | ------------ | ------------ | --------- | --------- |
|           | Richard Jean-Romain * | Rép mod   | 341          | 62,92        | 422       | 62,61     |
|           | Justin Marie          | Rép mod   | 327          | 60,33        | 474       | 70,33     |
|           | E. Gerville-Réache    | Rép mod   | 296          | 54,61        |           |           |
|           | Émile Réaux           | Rép mod   | 282          | 52,03        | 423       | 62,76     |
|           | Appolinaire Gervais * | Rép mod   | 199          | 36,72        | 290       | 43,03     |
|           | Léopold Dorval        | Rép mod   | 193          | 35,61        |           |           |
|           | Auguste Isaac *       | Radical   | 188          | 34,69        |           |           |
|           |                       |           |              |              |           |           |
| Inscrits  | Inscrits              | Inscrits  | 2 642        | 100,00       | 2 642     | 100,00    |
| Votants   | Votants               | Votants   | 542          | 20,52        | 674       | 25,51     |
| Exprimés  |                       |           |              |              |           |           |

*sortant

### Canton de Pointe-Noire
- Deux conseillers sont à élire.
- Louis Adolphe Rollin et L. Jérôme (Centre gauche), élu en 1880 ne se représente pas.

| Candidats | Candidats       | Étiquette | Premier tour | Premier tour | Ballotage | Ballotage |
| Candidats | Candidats       | Étiquette | Voix         | %            | Voix      | %         |
| --------- | --------------- | --------- | ------------ | ------------ | --------- | --------- |
|           | Joseph Dierle   | Rép mod   | 423          | 75,40        | 566       | 85,50     |
|           | Auguste Isaac   | Radical   | 321          | 57,22        |           |           |
|           | Justin Marie    | Rép mod   | 148          | 26,38        |           |           |
|           | Gerville-Réache | Rép mod   | 131          | 23,35        |           |           |
|           | Louis de Monchy |           |              |              | 341       | 51,51     |
|           |                 |           |              |              |           |           |
| Inscrits  | Inscrits        | Inscrits  | 1 698        | 100,00       | 1 698     | 100,00    |
| Votants   | Votants         | Votants   | 561          | 33,04        | 662       | 38,99     |
| Exprimés  |                 |           |              |              |           |           |

*sortant

### Canton de Saint-Barthélemy
- Un conseiller est à élire.
- Émile Le Dentu, élu en 1880, ne se représente pas.

| Candidats | Candidats        | Étiquette | Premier tour | Premier tour | Ballotage | Ballotage |
| Candidats | Candidats        | Étiquette | Voix         | %            | Voix      | %         |
| --------- | ---------------- | --------- | ------------ | ------------ | --------- | --------- |
|           | Armand Lignières |           | 43           | 97,73        | 84        | 100,00    |
|           |                  |           |              |              |           |           |
| Inscrits  | Inscrits         | Inscrits  | 485          | 100,00       | 485       | 100,00    |
| Votants   | Votants          | Votants   | 44           | 9,07         | 84        | 17,32     |
| Exprimés  |                  |           |              |              |           |           |

*sortant

## Arrondissement de Pointe-à-Pitre

### Canton de Lamentin
- Quatre conseillers sont à élire.

| Candidats | Candidats          | Étiquette | Premier tour | Premier tour | Ballotage | Ballotage |
| Candidats | Candidats          | Étiquette | Voix         | %            | Voix      | %         |
| --------- | ------------------ | --------- | ------------ | ------------ | --------- | --------- |
|           | Eugène Sébastien * | Rép mod   | 503          | 66,80        | 548       | 59,05     |
|           | Volcy Bastard *    | Rép mod   | 476          | 63,21        | 551       | 59,38     |
|           | Jérôme Déjean *    | Rép mod   | 352          | 46,75        | 463       | 49,89     |
|           | Davis David *      | Rép mod   | 346          | 45,95        |           |           |
|           | Jean-Marie Terrade | Rép mod   | 261          | 34,66        | 341       | 36,75     |
|           | Ed. Beauvarlet     | Rép mod   | 249          | 33,07        |           |           |
|           | Auguste Isaac      | Radical   | 188          | 24,97        |           |           |
|           |                    |           |              |              |           |           |
| Inscrits  | Inscrits           | Inscrits  | 4 428        | 100,00       | 4 428     | 100,00    |
| Votants   | Votants            | Votants   | 753          | 17,01        | 928       | 20,96     |
| Exprimés  |                    |           |              |              |           |           |

*sortant

### Canton de Port-Louis
- Trois conseillers sont à élire.
- Gaston Sarlat (Radical), élu depuis 1880, ne se réprésente pas.

| Candidats | Candidats                 | Étiquette | Premier tour | Premier tour | Ballotage | Ballotage |
| Candidats | Candidats                 | Étiquette | Voix         | %            | Voix      | %         |
| --------- | ------------------------- | --------- | ------------ | ------------ | --------- | --------- |
|           | Fortuné de la Clémendière | Conserv   | 363          | 52,99        | 554       | 54,42     |
|           | Louis Cyrille             |           | 357          | 52,12        | 590       | 57,96     |
|           | Bertrand Maréchaux *      | Rép mod   | 343          | 50,07        |           |           |
|           | Justin Marie *            | Rép mod   | 317          | 46,28        |           |           |
|           | Émile Réaux               | Rép mod   | 313          | 45,69        | 469       | 46,07     |
|           |                           |           |              |              |           |           |
| Inscrits  | Inscrits                  | Inscrits  | 3 150        | 100,00       | 3 151     | 100,00    |
| Votants   | Votants                   | Votants   | 685          | 21,75        | 1 018     | 32,32     |
| Exprimés  |                           |           |              |              |           |           |

*sortant

### Sources
- Bibliothèque de l'Université de Floride : https://ufdc.ufl.edu/fr
- Gazette de la Guadeloupe.